# Hegas förlag
Hegas förlag är svenskt specialförlag med inriktning på lättläst barn- och ungdomslitteratur. Förlaget har sitt säte i Helsingborg.
Hegas förlag startades av specialpedagogerna Siv Aronsson och Gun Hållander 1983 som Sveriges första lättlästa förlag. Den första Hegasboken gavs ut 1984 och sedan dess har många böcker publicerats. 2022 har Hegas runt 400 titlar i sitt sortiment och utgivning sker löpande under året. Årligen ger Hegas ut cirka 90 titlar. Bland annat släpptes de tidiga Suneböckerna också på förlaget. Förlaget ger även ut lättlästa faktaböcker.
Hegas böcker används främst i undervisningen på grundskolor och i skolbibliotekens verksamhet. 

## Hegas kriterier
För att en bok ska kunna gå under kategorin ”lättläst” så har Hegas tillämpat vissa kriterier.
1. Handlingen ska vara rak och tydlig. Läsaren ska på ett enkelt sätt kunna följa med i händelseutvecklingen.
2. Antalet medverkande ska vara begränsat. 
3. Det får inte förekomma parallellhandlingar som förvirrar och försvårar läsningen.
4. Språket ska vara enkelt och korrekt. En lättläst bok ska innehålla lätta ord och anpassade meningar.
5. Den litterära kvaliteten ska vara hög och handlingen fängslande. Det måste vara kul och spännande att läsa!
I samarbete med logopeden Cecilia Lööf-Mahler har Hegasnivåer tagits fram för att tydligare guida rätt bok till rätt läsare. Här har varje titel analyserats genom läsbarhet (avkodning) och semantik (ovanliga ord och metaforer). Efter detta tilldelas texten en nivå från 1 – 5 beroende på svårighetsgraden gentemot dessa två punkter.

## Hegas nivåer

### Hegas-nivå 1
För dig som vill ha en kort och fartfylld läsupplevelse.
- Väldigt lätta och korta ord
- Väldigt lätta och korta meningar
- Begränsad ordvariation
- Ett konkret språk
- En enkel handling med få karaktärer
- Ett enkelt perspektiv med fokus på huvudkaraktärens handlingar
- Inga eller låga krav på förkunskap hos läsaren

### Hegas-nivå 2
För dig som vill läsa berättelser på ett enkelt språk med korta meningar.
- Lätta och korta ord
- Korta och enkla meningar
- Begränsad ordvariation
- Ett konkret språk
- En enkel handling med några biroller
- Ett enkelt perspektiv med fokus på handling och i viss mån tankar
- Låga krav på förkunskap

### Hegas-nivå 3
För dig som vill ha en utmanande berättelse med ett vardagligt språk.
- Några svåra och långa ord
- Några lite längre och mer komplicerade meningar
- Några synonymer
- Få liknelser/metaforer
- En enkel handling med utrymme för enstaka bihandlingar
- Mer än två viktiga huvudkaraktärer
- Ett enkelt perspektiv, men med mer fokus på känslor och tankar
- Lite större krav på förkunskap

### Hegas-nivå 4
För dig som vill läsa berättelser som kräver en viss förförståelse och utvidgar ditt ordförråd.
- Svåra och långa ord förekommer
- Meningarna är något längre och mer komplicerade, flerords-fundament och komplicerade bisatser förekommer
- Synonymer förekommer regelbundet
- Några liknelser/metaforer förekommer
- Handlingen kan sträcka sig över längre tid
- Det finns flera huvudkaraktärer och flera biroller
- Ett perspektiv som inkluderar huvudkaraktärens tankar och känslor
- Viss förkunskap krävs av läsaren

### Hegas-nivå 5
För dig som vill läsa på ett mer nyanserat språk och möta fler svåra ord.
- Korta ord är normen, men långa ord förekommer ofta
- Svåra ord förekommer en del
- Längre och mer komplicerade meningar förekommer
- Flerords-fundament och komplicerade bisatser förekommer
- Synonymer förekommer regelbundet
- Liknelser/metaforer förekommer
- Handling kan sträcka sig över längre tid
- Det finns flera huvudkaraktärer och flera biroller
- Ett eller flera perspektiv som inkluderar huvudkaraktärernas tankar och känslor
- Läsaren måste ha förkunskap om ämnet

## Titlar och författare i urval
- Noa får en puss, Kirsten Ahlburg (2008)
- Noa åker tåg, Kirsten Ahlburg (2009)
- Stanna, Milo, Åsa Storck (2009)
- Sol och måne, Ewa Christina Johansson (2009)
- Razzia, Leif Jacobsen (2009)
- Kim och Lina Räddar Sture, Torsten Bengtsson (2010)
- Mitt liv som apa, Mårten Melin (2010)
- Dödens sång och annat otäckt, Kenneth Bøgh Andersen (2010)
- Spöket i trädgården, Gertrud Malmberg (2010)
- Spegelns hemlighet, Ewa Christina Johansson (2011)
- Trasig, Mårten Melin (2011)
- Junia börjar skolan, Frida Lindgren Karlsson (2011)
- Här kommer Hallon, Erika Eklund Wilson (2012)
- Förrädaren, Leif Jacobsen (2012)
- Scenen är din, Mingla!, Åsa Storck (2012)
- Smart för en dag, KG Johansson (2013)
- Kalkonerna, Bengt-Erik Engholm (2014)
- Hur grymt som helst, Leif Jacobsen (2014)

## Pris och utmärkelser
Bellas beslut av Tomas Dömstedt vann bokjurypriset 2008.
Mördare av Torsten Bengtsson kom på tredje plats i bokjuryn 2005.
Amulett, bok 1 - Stenväktaren av Kazu Kibuishi vann Bokjuryns pris i kategorin Seriealbum 2011.
Jag är världen av Mårten Melin blev nominerad till Augustpriset i barn- och ungdomskategorin 2012.